# Cinema romeno
Con cinema romeno si intende tutto l'insieme dei film girati e usciti in Romania, sin dai primi anni del Novecento. 

## Cinema classico
Prendono il nome di cinema classico, tutti i film usciti nell'arco di tempo tra gli anni '50 e '80. Il più grande regista di questa fascia è Sergiu Nicolaescu, che ha diretto tutti i più grandi film della cinematografia romena. Nel 1971 esce L'ultima crociata, universalmente riconosciuto come uno dei film del grande cinema classico rumeno.

## Cinema moderno
Il cinema romeno moderno inizia convenzionalmente a partire dal 2007, dopo l'uscita del film 4 mesi, 3 settimane, 2 giorni, tra le opere più apprezzate dalla critica mondiale nel 2008.. La pellicola ha riscosso un grandissimo successo, vincendo due premi al Festival di Cannes, un Premio Goya e moltissimi altri riconoscimenti. Il primo film romeno candidato per l'Oscar al miglior film straniero fu, nel 2021, Collective diretto da Alexander Nanau. Precedentemente, nel 2013, un film diretto da Cristian Mungiu dal titolo Oltre le colline era entrato nella Short-list dei nove candidati per l'Oscar al miglior film straniero.